# هرنان كرسبو
هرنان خورخي كريسبو (بالإسبانية: Hernán Jorge Crespo) (ولد في 5 يوليو 1975، في بوينوس آيريس) هو لاعب كرة قدم أرجنتيني دولي سابق. وضع كريسبو في قائمة أفضل 100 لاعب من قبل الفيفا.
يشغل حالياً منصب المدير الفني لنادي العين الذي ينافس في الدوري الإماراتي للمحترفين 

## مسيرته الإحترافية
ولد هرنان كريسبو في حي فلوريدا بمحافظة بوينوس آيريس في الأرجنتين. لعب لأول مرة احترافياً مع نادي ريفر بليت الأرجنتيني في الموسم 1993/94، وقد أحرز 13 هدفاً في 25 مباراة. وقد ساهم في حصول النادي على لقب الدوري الأرجنتيني الابيرتورا (الافتتاح)، وهو أحد الدوريين الرئيسيين في الأرجنتين. كما ساهم في حصول النادي على اللقب ذاته في عام 1994. وفي عام 1996 ساهم في حصول النادي على بطولة كأس ليبرتادوريس، أقوى بطولات الأندية في أمريكا الجنوبية، بعدما أحرز هدفين في النهائي.
انتقل إلى نادي بارما في إيطاليا في أغسطس 1996. وفي نفس العام فاز بالميدالية الفضية بعدما شارك مع منتخب الأرجنتين لكرة القدم في الألعاب الأولمبية الصيفية 1996 في أتلانتا، وقد توج هدافاً للبطولة بستة أهداف. بقيادة المدرب كارلو أنشيلوتي، ساهم كريسبو بشكل بارز مع نادي بارما في مايو 1997، وقد أنهى بارما ذلك الموسم ثانياً بمساعدة كريسبو الذي أحرز 12 هدفاً في 27 مباراة. وقد ساعد الفريق بعد ذلك بالحصول على كأس إيطاليا وكأس الاتحاد الأوروبي (بعدما تغلب بارما على نادي مرسيليا في موسكو، روسيا، وقد أحرز كريسبو أول أهداف بارما الثلاثة).

بعد أربعة سنوات ناجحة مع بارما، انتقل كريبسو إلى نادي لاتسيو في الدوري الإيطالي أيضاً مقابل 35 ملايين جنيه إسترليني. أنهى أول موسم له مع النادي متوجاً بلقب هداف الدوري برصيد 26 هدفاً. في سبتمبر 2002 انتقل إلى نادي إنتر ميلان كبديل للاعب رونالدو مقابل 40 مليون يورو. استطاع كريسبو إحراز 7 أهداف في 18 مباراة في أول موسم له مع النادي في الدوري الإيطالي الدرجة A، كما أحرز 9 أهداف في 12 مباراة من دوري أبطال أوروبا.

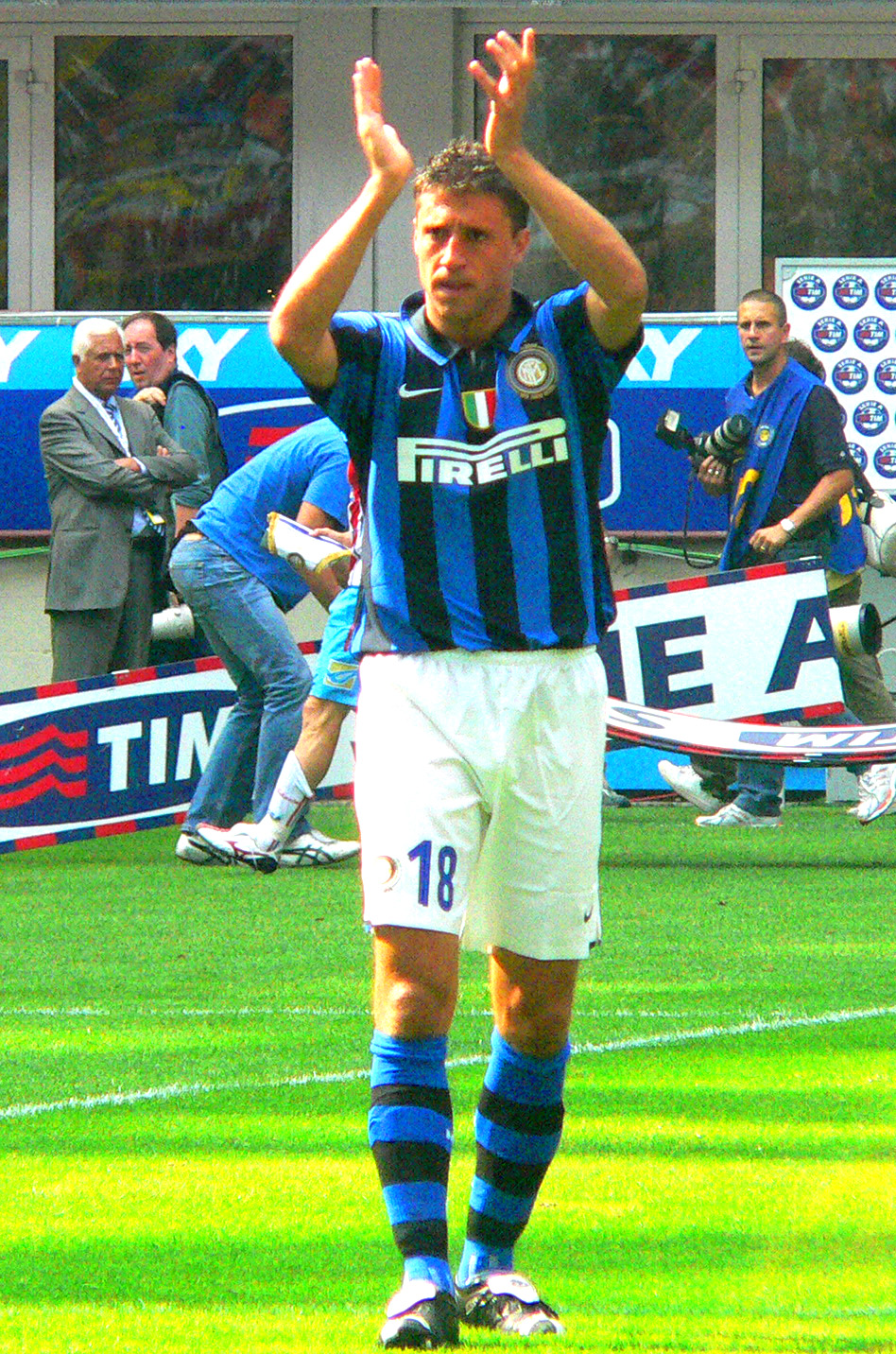
كريسبو بقميص الانتر

في 26 أغسطس 2003 انتقل إلى الدوري الإنجليزي الممتاز ليلعب لصالح نادي تشيلسي لقاء 16.8 مليون جنيه إسترليني. لم يوفق كثيراً مع النادي فقد ظهر في 31 مباراة محرزاً 12 هدفاً في جميع المسابقات. لموسم 2004 - 2005، انتقل كريسبو إلى نادي ميلان على سبيل الإعارة. مع ميلان أحرز 10 أهداف. وفي نفس الموسم أحرز كريسبو هدفين من أهداف ميلان الثلاثة في نهائي دوري أبطال أوروبا أمام نادي ليفربول الإنجليزي.
بعد ذلك عاد لناديه في الدوري الإنجليزي، وقد فاز تشيلسي على آرسنال في نهائي بطولة الدرع الخيري الإنجليزي بنتيجة 2 - 1. في 7 أغسطس 2006 عاد كريسبو للدوري الإيطالي الدرجة A ليلعب مع نادي إنتر ميلان، ولكن على سبيل الإعارة من تشيلسي، لعامين. تم فسخ عقد كريسبو مع بارما الإيطالي 2 فبراير 2012.
على صعيد المنتخب الوطني، لعب أول مرة لصالح منتخب الأرجنتين لكرة القدم في فبراير عام 1995 في مباراة ودية ضد منتخب بلغاريا لكرة القدم. شارك في بطولة كأس العالم لكرة القدم 1998 وبطولة كأس العالم لكرة القدم 2002. شارك مع المنتخب في 57 مباراة، محرزاً 31 هدفاً بها. أحرز كريسبو أربعة أهداف في بطولات كأس العالم: الأول أمام منتخب السويد لكرة القدم عام 2002، والثلاثة الآخرين هم أمام كل من منتخب ساحل العاج لكرة القدم، ومنتخب صربيا والجبل الأسود لكرة القدم، ومنتخب المكسيك لكرة القدم عام 2006.

## روابط خارجية
- هرنان كرسبو على موقع IMDb (الإنجليزية)
- هرنان كرسبو على موقع قاعدة بيانات الفيلم (الإنجليزية)
- هرنان كرسبو على موقع الاتحاد الدولي (مؤرشف)  (الإنجليزية)
- هرنان كرسبو على موقع قاعدة بيانات كرة القدم.إي يو (الإنجليزية)
- هرنان كرسبو على موقع ليكيب (الفرنسية)
- هرنان كرسبو على موقع ناشيونال فوتبول تيمز (الإنجليزية)
- هرنان كرسبو على موقع Soccerbase.com (لاعب) (الإنجليزية)
- هرنان كرسبو على موقع Soccerway.com (الإنجليزية)
- هرنان كرسبو على موقع عالم كرة القدم.نت (الإنجليزية)
- هرنان كرسبو على موقع أوليمبيديا (الإنجليزية)